# Danh sách trường trung học phổ thông tại Vĩnh Long
Tính đến năm 2025, Vĩnh Long có 109 trường Trung học phổ thông, gồm 3 trường chuyên, 104 trường công lập và 2 trường ngoài công lập. Dưới đây là danh sách các trường Trung học phổ thông tại Vĩnh Long.

## Trường chuyên
| STT | Tên trường                            | Thành lập | Địa chỉ                          | Hiệu trưởng       | Ghi chú                                                                                 |
| --- | ------------------------------------- | --------- | -------------------------------- | ----------------- | --------------------------------------------------------------------------------------- |
| 1   | Trường THPT chuyên Nguyễn Bỉnh Khiêm  | 1992      | Phường Phước Hậu, tỉnh Vĩnh Long | Ngô Thanh Trúc    | c3nguyenbinhkhiem.vinhlong.edu.vn Lưu trữ ngày 21 tháng 11 năm 2022 tại Wayback Machine |
| 2   | Trường THPT chuyên Nguyễn Thiện Thành | 1992      | Phường Long Đức, tỉnh Vĩnh Long  | Nguyễn Quốc Phong | chuyennguyenthienthanh.edu.vn/                                                          |
| 3   | Trường THPT chuyên Bến Tre            | 1990      | Phường Phú Tân, tỉnh Vĩnh Long   | Nguyễn Minh Chí   | thptchuyenbentre.edu.vn                                                                 |

## Trường công lập
| STT | Tên trường                                             | Thành lập | Địa chỉ                                | Hiệu trưởng           | Ghi chú                                                                                |
| --- | ------------------------------------------------------ | --------- | -------------------------------------- | --------------------- | -------------------------------------------------------------------------------------- |
| 1   | Trường THPT Lưu Văn Liệt                               | 1949      | Phường Long Châu, tỉnh Vĩnh Long       | Phan Hoàng Tú Nga     | c3luuvanliet.vinhlong.edu.vn Lưu trữ ngày 5 tháng 11 năm 2021 tại Wayback Machine      |
| 2   | Trường THPT Nguyễn Thông                               | 1985      | Phường Tân Hạnh, tỉnh Vĩnh Long        | Nguyễn Thảo Tâm       | c3nguyenthong.vinhlong.edu.vn Lưu trữ ngày 27 tháng 11 năm 2020 tại Wayback Machine    |
| 3   | Trường THCS và THPT Trưng Vương                        | 1996      | Phường Long Châu, tỉnh Vĩnh Long       | Lê Kim Nga            | c3trungvuong.vinhlong.edu.vn Lưu trữ ngày 21 tháng 9 năm 2021 tại Wayback Machine      |
| 4   | Trường THPT Vĩnh Long                                  | 1992      | Phường Phước Hậu, tỉnh Vĩnh Long       | Đỗ Thị Kim Loan       | c3vinhlong.vinhlong.edu.vn Lưu trữ ngày 24 tháng 9 năm 2021 tại Wayback Machine        |
| 5   | Trường THPT Bình Minh                                  | 1962      | Phường Bình Minh, tỉnh Vĩnh Long       | Huỳnh Thị Thùy Dung   | c3binhminh.vinhlong.edu.vn Lưu trữ ngày 28 tháng 4 năm 2020 tại Wayback Machine        |
| 6   | Trường THCS và THPT Đông Thành                         | 2019      | Phường Đông Thành, tỉnh Vĩnh Long      | Trần Hoàng Phong      | c23dongthanh.vinhlong.edu.vn Lưu trữ ngày 3 tháng 8 năm 2020 tại Wayback Machine       |
| 7   | Trường THPT Hoàng Thái Hiếu                            | 1995      | Phường Cái Vồn, tỉnh Vĩnh Long         | Nguyễn Thị Hằng       | c3hoangthaihieu.vinhlong.edu.vn Lưu trữ ngày 16 tháng 6 năm 2021 tại Wayback Machine   |
| 8   | Trường THCS và THPT Mỹ Thuận                           | 2008      | Xã Mỹ Thuận, tỉnh Vĩnh Long            | Võ Văn Sự             | c23mythuan.vinhlong.edu.vn Lưu trữ ngày 22 tháng 10 năm 2020 tại Wayback Machine       |
| 9   | Trường THPT Tân Lược                                   | 2007      | Xã Tân Lược, tỉnh Vĩnh Long            | Trương Công Danh      | c3tanluoc.vinhlong.edu.vn Lưu trữ ngày 3 tháng 8 năm 2020 tại Wayback Machine          |
| 10  | Trường THPT Tân Quới                                   | 2002      | Xã Tân Quới, tỉnh Vĩnh Long            | Nguyễn Tấn Phát       | c3tanquoi.vinhlong.edu.vn Lưu trữ ngày 15 tháng 6 năm 2021 tại Wayback Machine         |
| 11  | Trường THPT Hòa Ninh                                   | 2009      | Xã An Bình, tỉnh Vĩnh Long             | Ngô Văn Degol         | c3hoaninh.vinhlong.edu.vn Lưu trữ ngày 25 tháng 5 năm 2024 tại Wayback Machine         |
| 12  | Trường THPT Phạm Hùng                                  | 1977      | Xã Long Hồ, tỉnh Vĩnh Long             | Lạc Minh Sơn          | c3phamhung.vinhlong.edu.vn Lưu trữ ngày 1 tháng 12 năm 2020 tại Wayback Machine        |
| 13  | Trường THCS và THPT Phú Quới                           | 1999      | Xã Phú Quới, tỉnh Vĩnh Long            | Nguyễn Vĩnh Ca        | c23phuquoi.vinhlong.edu.vn Lưu trữ ngày 23 tháng 9 năm 2020 tại Wayback Machine        |
| 14  | Trường THPT Mang Thít                                  | 1962      | Xã Cái Nhum, tỉnh Vĩnh Long            | Đặng Phúc Thịnh       | c3mangthit.vinhlong.edu.vn Lưu trữ ngày 3 tháng 8 năm 2020 tại Wayback Machine         |
| 15  | Trường THCS và THPT Mỹ Phước                           | 2007      | Xã Nhơn Phú, tỉnh Vĩnh Long            | Nguyễn Phước Điền     | c23myphuoc.vinhlong.edu.vn Lưu trữ ngày 28 tháng 10 năm 2021 tại Wayback Machine       |
| 16  | Trường THPT Nguyễn Văn Thiệt                           | 1991      | Xã Cái Nhum, tỉnh Vĩnh Long            | Nguyễn Ngọc Hường     | c3nguyenvanthiet.vinhlong.edu.vn Lưu trữ ngày 20 tháng 10 năm 2020 tại Wayback Machine |
| 17  | Trường Phổ thông Dân tộc nội trú Vĩnh Long             | 1992      | Xã Tam Bình, tỉnh Vĩnh Long            | Bùi Minh Hiếu         | c3dantocnoitru.vinhlong.edu.vn Lưu trữ ngày 24 tháng 10 năm 2020 tại Wayback Machine   |
| 18  | Trường THCS và THPT Long Phú                           | 1977      | Xã Song Phú, tỉnh Vĩnh Long            | Hứa Khắc Liệt         | c23longphu.vinhlong.edu.vn Lưu trữ ngày 23 tháng 9 năm 2019 tại Wayback Machine        |
| 19  | Trường THPT Phan Văn Hòa                               | 1998      | Xã Cái Ngang, tỉnh Vĩnh Long           | Hồ Trọng Nhân         | c3phanvanhoa.vinhlong.edu.vn Lưu trữ ngày 22 tháng 10 năm 2020 tại Wayback Machine     |
| 20  | Trường THPT Song Phú                                   | 2017      | Xã Song Phú, tỉnh Vĩnh Long            | Nguyễn Văn Sáu        | c3songphu.vinhlong.edu.vn Lưu trữ ngày 1 tháng 12 năm 2020 tại Wayback Machine         |
| 21  | Trường THPT Tam Bình                                   | 1993      | Xã Tam Bình, tỉnh Vĩnh Long            | Võ Văn Hoàng          | c3tambinh.vinhlong.edu.vn Lưu trữ ngày 25 tháng 6 năm 2021 tại Wayback Machine         |
| 22  | Trường THPT Trần Đại Nghĩa                             | 1960      | Xã Tam Bình, tỉnh Vĩnh Long            | Nguyễn Thị Minh Hiền  | c3trandainghia.vinhlong.edu.vn Lưu trữ ngày 26 tháng 11 năm 2020 tại Wayback Machine   |
| 23  | Trường THCS và THPT Hoà Bình                           | 2000      | Xã Hòa Bình, tỉnh Vĩnh Long            | Nguyễn Hồng Bảo       | c23hoabinh.vinhlong.edu.vn Lưu trữ ngày 23 tháng 9 năm 2020 tại Wayback Machine        |
| 24  | Trường THPT Hựu Thành                                  | 2013      | Xã Vĩnh Xuân, tỉnh Vĩnh Long           | Huỳnh Ngọc Mỹ Xuyên   | c3huuthanh.vinhlong.edu.vn Lưu trữ ngày 12 tháng 8 năm 2020 tại Wayback Machine        |
| 25  | Trường THPT Lê Thanh Mừng                              | 1991      | Xã Trà Ôn, tỉnh Vĩnh Long              | Trương Thúy Ái        | c3lethanhmung.vinhlong.edu.vn Lưu trữ ngày 25 tháng 6 năm 2021 tại Wayback Machine     |
| 26  | Trường THPT Trà Ôn                                     | 1966      | Xã Trà Ôn, tỉnh Vĩnh Long              | Trương Thế Ái         | c3traon.vinhlong.edu.vn Lưu trữ ngày 12 tháng 3 năm 2022 tại Wayback Machine           |
| 27  | Trường THPT Vĩnh Xuân                                  | 2005      | Xã Vĩnh Xuân, tỉnh Vĩnh Long           | Trần Quang Huy        | c3vinhxuan.vinhlong.edu.vn Lưu trữ ngày 19 tháng 9 năm 2022 tại Wayback Machine        |
| 28  | Trường THCS và THPT Hiếu Nhơn                          | 2007      | Xã Hiếu Thành, tỉnh Vĩnh Long          | Nguyễn Ngọc Loan      | c23hieunhon.vinhlong.edu.vn Lưu trữ ngày 18 tháng 10 năm 2021 tại Wayback Machine      |
| 29  | Trường THPT Hiếu Phụng                                 | 2007      | Xã Hiếu Phụng, tỉnh Vĩnh Long          | Nguyễn Du Phúc        | c3hieuphung.vinhlong.edu.vn Lưu trữ ngày 1 tháng 3 năm 2021 tại Wayback Machine        |
| 30  | Trường THPT Nguyễn Hiếu Tự                             | 1995      | Xã Trung Thành, tỉnh Vĩnh Long         | Nguyễn Văn Vũ         | c3nguyenhieutu.vinhlong.edu.vn Lưu trữ ngày 1 tháng 10 năm 2020 tại Wayback Machine    |
| 31  | Trường THCS và THPT Phan Văn Đáng                      | 2020      | Xã Trung Hiệp, tỉnh Vĩnh Long          | Lê Thị Cẩm Loan       | c23phanvandang.vinhlong.edu.vn                                                         |
| 32  | Trường THCS và THPT Thanh Bình                         | 2020      | Xã Quới Thiện, tỉnh Vĩnh Long          | Nguyễn Hồng Phương    | c23thanhbinh.vinhlong.edu.vn                                                           |
| 33  | Trường THPT Võ Văn Kiệt                                | 1965      | Xã Trung Thành, tỉnh Vĩnh Long         | Nguyễn Thị Diễm Trang | c3vovankiet.vinhlong.edu.vn Lưu trữ ngày 25 tháng 2 năm 2021 tại Wayback Machine       |
| 34  | Trường Phổ thông Dân tộc nội trú THPT Trà Vinh         | 1991      | Phường Long Đức, tỉnh Vĩnh Long        |                       | ptth-ptdtnttravinh.violet.vn                                                           |
| 35  | Trường THPT Phạm Thái Bường                            |           | Phường Trà Vinh, tỉnh Vĩnh Long        | Hà Thanh Duy          | thptphamthaibuong.edu.vn                                                               |
| 36  | Trường THPT Trà Vinh                                   |           | Phường Trà Vinh, tỉnh Vĩnh Long        |                       | thpt-thixatravinh.violet.vn                                                            |
| 37  | Trường Thực hành Sư Phạm                               | 2011      | Phường Trà Vinh, tỉnh Vĩnh Long        |                       | thsp.tvu.edu.vn                                                                        |
| 38  | Trường THCS và THPT Dân Thành                          |           | Phường Duyên Hải, tỉnh Vĩnh Long       |                       |                                                                                        |
| 39  | Trường THPT Duyên Hải                                  | 1982      | Phường Duyên Hải, tỉnh Vĩnh Long       |                       | thpt-duyenhai-travinh.violet.vn/                                                       |
| 40  | Trường THPT Long Hữu                                   |           | Phường Trường Long Hòa, tỉnh Vĩnh Long |                       |                                                                                        |
| 41  | Trường THPT Bùi Hữu Nghĩa                              |           | Xã Nhị Long, tỉnh Vĩnh Long            |                       | thptbuihuunghia.sgdtravinh.edu.vn/                                                     |
| 42  | Trường THPT Dương Háo Học                              |           | Xã Tân An, tỉnh Vĩnh Long              |                       | thptduonghaohoc.edu.vn/                                                                |
| 43  | Trường THPT Hồ Thị Nhâm                                |           | Xã Nhị Long, tỉnh Vĩnh Long            |                       |                                                                                        |
| 44  | Trường THPT Nguyễn Đáng                                | 1967      | Xã Càng Long, tỉnh Vĩnh Long           |                       | thptnguyendangclg.web.vnedu.vn/                                                        |
| 45  | Trường THPT Nguyễn Văn Hai                             | 1990      | Xã Bình Phú, tỉnh Vĩnh Long            |                       | thptnguyenvanhai.edu.vn                                                                |
| 46  | Trường THPT Cầu Kè                                     | 1969      | Xã Cầu Kè, tỉnh Vĩnh Long              |                       | thptcauke.sgdtravinh.edu.vn                                                            |
| 47  | Trường THPT Phong Phú                                  | 2004      | Xã Phong Thạnh, tỉnh Vĩnh Long         |                       | thpt-phongphu-travinh.violet.vn/                                                       |
| 48  | Trường THPT Tam Ngãi                                   | 2009      | Xã Tam Ngãi, tỉnh Vĩnh Long            |                       | thpttamngai.sgdtravinh.edu.vn/                                                         |
| 49  | Trường THPT Cầu Ngang A                                | 2002      | Xã Mỹ Long, tỉnh Vĩnh Long             |                       | truongthptcaunganga.edu.vn/                                                            |
| 50  | Trường THPT Cầu Ngang B                                | 2009      | Xã Hiệp Mỹ, tỉnh Vĩnh Long             |                       | thpt-caungangb-travinh.violet.vn/                                                      |
| 51  | Trường THPT Dương Quang Đông                           |           | Xã Cầu Ngang, tỉnh Vĩnh Long           |                       |                                                                                        |
| 52  | Trường THPT Nhị Trường                                 |           | Xã Nhị Trường, tỉnh Vĩnh Long          |                       | thptnhitruong.sgdtravinh.edu.vn/                                                       |
| 53  | Trường THPT Hòa Lợi                                    |           | Xã Hưng Mỹ, Vĩnh Long, tỉnh Vĩnh Long  |                       | thpthoaloi.sgdtravinh.edu.vn/                                                          |
| 54  | Trường THPT Hòa Minh                                   | 2001      | Xã Hòa Minh, tỉnh Vĩnh Long            |                       | hoaminhhighschool.edu.vn/                                                              |
| 55  | Trường THCS và THPT Lương Hòa A                        | 2010      | Xã Song Lộc, tỉnh Vĩnh Long            |                       | thcsvathptluonghoaa.edu.vn/                                                            |
| 56  | Trường THPT Vũ Đình Liệu                               |           | Xã Châu Thành, tỉnh Vĩnh Long          |                       |                                                                                        |
| 57  | Trường THPT Đôn Châu                                   |           | Xã Đôn Châu, tỉnh Vĩnh Long            |                       | thptdonchau.sgdtravinh.edu.vn/                                                         |
| 58  | Trường THPT Long Khánh                                 |           | Xã Long Thành, tỉnh Vĩnh Long          |                       |                                                                                        |
| 59  | Trường THPT Sơn Cang                                   | 2024      | Xã Ngũ Lạc, tỉnh Vĩnh Long             | Nguyễn Ngọc Đạm       |                                                                                        |
| 60  | Trường Phổ thông Dân tộc nội trú THCS và THPT Tiểu Cần |           | Xã Tiểu Cần, tỉnh Vĩnh Long            |                       | dtnttieucan.web.vnedu.vn/                                                              |
| 61  | Trường THPT Cầu Quan                                   |           | Xã Tân Hòa, tỉnh Vĩnh Long             |                       | thpt-cauquan-travinh.violet.vn                                                         |
| 62  | Trường THPT Hiếu Tử                                    | 2007      | Xã Tập Ngãi, tỉnh Vĩnh Long            |                       | thpthieutu.sgdtravinh.edu.vn/                                                          |
| 63  | Trường THPT Tiểu Cần                                   |           | Xã Tiểu Cần, tỉnh Vĩnh Long            |                       | edu.viettel.vn/thpttieucan                                                             |
| 64  | Trường Phổ thông Dân tộc nội trú THCS và THPT Trà Cú   |           | Xã Trà Cú, tỉnh Vĩnh Long              |                       | dtnttracu.web.vnedu.vn                                                                 |
| 65  | Trường THPT Đại An                                     |           | Xã Đại An, tỉnh Vĩnh Long              |                       | thpt-daian-travinh.violet.vn                                                           |
| 66  | Trường THPT Hàm Giang                                  |           | Xã Hàm Giang, tỉnh Vĩnh Long           |                       |                                                                                        |
| 67  | Trường THPT Long Hiệp                                  |           | Xã Long Hiệp, tỉnh Vĩnh Long           |                       | thptlonghiep.sgdtravinh.edu.vn/                                                        |
| 68  | Trường THPT Tập Sơn                                    | 2005      | Xã Tập Sơn, tỉnh Vĩnh Long             |                       | thpttapson.sgdtravinh.edu.vn/                                                          |
| 69  | Trường THPT Trần Văn Long                              | 1977      | Xã Trà Cú, tỉnh Vĩnh Long              |                       | truongthpttranvanlong.edu.vn/                                                          |
| 70  | Trường THPT Lạc Long Quân                              | 2008      | Phường An Hội, tỉnh Vĩnh Long          | Cao Thị Ngọc Phương   | thptlaclongquan.bentre.edu.vn                                                          |
| 71  | Trường THPT Nguyễn Đình Chiểu                          | 1954      | Phường Phú Tân, tỉnh Vĩnh Long         | Đặng Bửu Truyển       | thptndc.edu.vn                                                                         |
| 72  | Trường THPT Võ Trường Toản                             | 1998      | Phường Phú Khương, tỉnh Vĩnh Long      | Trần Tấn Minh         | thptvotruongtoan.bentre.edu.vn                                                         |
| 73  | Trường THPT Phan Liêm                                  | 2011      | Xã Tân Thủy, tỉnh Vĩnh Long            | Bùi Tấn Kiệt          | http://thptphanliem.bentre.edu.vn                                                      |
| 74  | Trường THPT Phan Ngọc Tòng                             | 2007      | Xã An Hiệp, tỉnh Vĩnh Long             | Nguyễn Văn Thức       | thptphanngoctong.bentre.edu.vn                                                         |
| 75  | Trường THPT Phan Thanh Giản                            | 1964      | Xã Ba Tri, tỉnh Vĩnh Long              | Lê Thị Mỹ Lệ          | thptphanthanhgian.bentre.edu.vn                                                        |
| 76  | Trường THPT Sương Nguyệt Anh                           | 2002      | Xã Tân Xuân, tỉnh Vĩnh Long            | Nguyễn Văn Chỉnh      | thptsuongnguyetanh.bentre.edu.vn                                                       |
| 77  | Trường THPT Tán Kế                                     | 1998      | Xã An Ngãi Trung, tỉnh Vĩnh Long       | Trà Trọng Tâm         | thpt-tanke-bentre.violet.vn                                                            |
| 78  | Trường THPT Huỳnh Tấn Phát                             | 2007      | Xã Châu Hưng, tỉnh Vĩnh Long           | Nguyễn Quang Vinh     | thpthuynhtanphat.edu.vn                                                                |
| 79  | Trường THPT Lê Hoàng Chiếu                             | 1963      | Xã Bình Đại, tỉnh Vĩnh Long            | Cao Hoài Dũng         | thptlehoangchieu.edu.vn                                                                |
| 80  | Trường THPT Lê Quí Đôn                                 | 1989      | Xã Thạnh Trị, tỉnh Vĩnh Long           | Cao Hoài Dũng         | thptlequidon.bentre.edu.vn                                                             |
| 81  | Trường THPT Thạnh Phước                                | 2019      | Xã Thạnh Phước, tỉnh Vĩnh Long         | Đồng Huy Hùng         | thptthanhphuoc.btre.edu.vn                                                             |
| 82  | Trường THPT Diệp Minh Châu                             | 1970      | Xã Tiên Thủy, tỉnh Vĩnh Long           | Nguyễn Văn Hân        | thptdiepminhchau.bentre.edu.vn                                                         |
| 83  | Trường THPT Mạc Đĩnh Chi                               | 2002      | Xã Giao Long, tỉnh Vĩnh Long           | Phan Thị Hồng Cẩm     | thptmacdinhchi.bentre.edu.vn                                                           |
| 84  | Trường THPT Nguyễn Huệ                                 | 2008      | Xã Phú Túc, tỉnh Vĩnh Long             | Phan Thị Thúy Hằng    | thptnguyenhue.bentre.edu.vn                                                            |
| 85  | Trường THPT Trần Văn Ơn                                | 1969      | Xã Giao Long, tỉnh Vĩnh Long           | Đỗ Văn Công           | thpttranvanon.bentre.edu.vn                                                            |
| 86  | Trường THPT Chợ Lách                                   | 2020      | Xã Chợ Lách, tỉnh Vĩnh Long            | Trần Quốc Cường       | thptvovankiet.bentre.edu.vn                                                            |
| 87  | Trường THPT Trần Văn Kiết                              | 1959      | Xã Chợ Lách, tỉnh Vĩnh Long            | Đinh Hồ Mỹ Ngọc       | tranvankiet.weebly.com                                                                 |
| 88  | Trường THPT Trương Vĩnh Ký                             | 1984      | Xã Vĩnh Thành, tỉnh Vĩnh Long          | Trần Văn Phụng        | thpttruongvinhky.bentre.edu.vn                                                         |
| 89  | Trường THPT Nguyễn Ngọc Thăng                          |           | Xã Phước Long, tỉnh Vĩnh Long          | Lê Thanh Danh         | thptnguyenngocthang.bentre.edu.vn                                                      |
| 90  | Trường THPT Nguyễn Thị Định                            | 2004      | Xã Lương Hòa, tỉnh Vĩnh Long           | Đặng Thị Nhịnh        | thptnguyenthidinh.bentre.edu.vn                                                        |
| 91  | Trường THPT Nguyễn Trãi                                |           | Xã Tân Hào, tỉnh Vĩnh Long             | Nguyễn Văn Nam        | thptnguyentrai.bentre.edu.vn                                                           |
| 92  | Trường THPT Phan Văn Trị                               | 1963      | Xã Giồng Trôm, tỉnh Vĩnh Long          | Võ Văn Hoàng          | thptphanvantri.bentre.edu.vn                                                           |
| 93  | Trường THPT Lê Anh Xuân                                | 2002      | Xã Tân Thành Bình, tỉnh Vĩnh Long      | Nguyễn Thị Kim Hương  | thptleanhxuan.bentre.edu.vn                                                            |
| 94  | Trường THPT Ngô Văn Cấn                                | 1986      | Xã Nhuận Phú Tân, tỉnh Vĩnh Long       | Phạm Thành Nhân       | thptngovancan.bentre.edu.vn                                                            |
| 95  | Trường THPT Nhuận Phú Tân                              | 2023      | Xã Nhuận Phú Tân, tỉnh Vĩnh Long       | Võ Thị Nhen           | thptnhuanphutan.bentre.edu.vn                                                          |
| 96  | Trường THPT An Thới                                    | 2013      | Xã An Định, tỉnh Vĩnh Long             | Nguyễn Thanh Thanh    | thptanthoi.bentre.edu.vn                                                               |
| 97  | Trường THPT Ca Văn Thỉnh                               | 1980      | Xã An Định, tỉnh Vĩnh Long             | Lê Thị Ngọc Thảo      | thptcavanthinh.bentre.edu.vn                                                           |
| 98  | Trường THPT Chê Ghê-va-ra                              | 1962      | Xã Mỏ Cày, tỉnh Vĩnh Long              | Phan Văn Sơn          | cheguevara.edu.vn                                                                      |
| 99  | Trường THPT Nguyễn Thị Minh Khai                       | 2002      | Xã Hương Mỹ, tỉnh Vĩnh Long            | Nguyễn Văn Hội        | thptnguyenthiminhkhai.bentre.edu.vn                                                    |
| 100 | Trường THPT Quản Trọng Hoàng                           |           | Xã Mỏ Cày, tỉnh Vĩnh Long              | Bùi Tấn Lâm           | thptquantronghoang.bentre.edu.vn                                                       |
| 101 | Trường THPT Đoàn Thị Điểm                              | 2002      | Xã Đại Điền, tỉnh Vĩnh Long            | Phan Văn Phúc         | thptdoanthidiem.bentre.edu.vn                                                          |
| 102 | Trường THPT Lê Hoài Đôn                                | 1966      | Xã Thạnh Phú, tỉnh Vĩnh Long           | Nguyễn Văn Tâm        | thptlehoaidon.bentre.edu.vn                                                            |
| 103 | Trường THPT Lương Thế Vinh                             | 2016      | Xã An Qui, tỉnh Vĩnh Long              | Đồng Thị Thuận        | thptluongthevinh.bentre.edu.vn                                                         |
| 104 | Trường THPT Trần Trường Sinh                           | 2001      | Xã Thạnh Phong, tỉnh Vĩnh Long         | Mai Văn Phượng        | thpttrantruongsinh.bentre.edu.vn                                                       |

## Trường ngoài công lập

### Trường dân lập
| STT | Tên trường                               | Thành lập | Địa chỉ                         | Hiệu trưởng | Ghi chú           |
| --- | ---------------------------------------- | --------- | ------------------------------- | ----------- | ----------------- |
| 1   | Trường Phổ thông Hermann Gmeiner Bến Tre | 2001      | Phường Sơn Đông, tỉnh Vĩnh Long | Lê Duy Linh | bentre.hgs.edu.vn |

### Trường tư thục
| STT | Tên trường                                | Thành lập | Địa chỉ                        | Hiệu trưởng  | Ghi chú                  |
| --- | ----------------------------------------- | --------- | ------------------------------ | ------------ | ------------------------ |
| 1   | Trường Tiểu học - THCS - THPT IGC Bến Tre | 2021      | Phường Phú Tân, tỉnh Vĩnh Long | Bùi Đức Hồng | bentre.igcschool.edu.vn/ |

1. ↑  Trường bắt đầu vận hành khối THPT kể từ năm học 2025-2026